# Rajella
Rajella é um género de peixe da família Rajidae.
Este género contém as seguintes espécies:
- Rajella barnardi
- Rajella caudaspinosa
- Rajella dissimilis
- Rajella leopardus
- Rajella nigerrima
- Rajella ravidula
- Rajella sadowskii